# 马加比起义

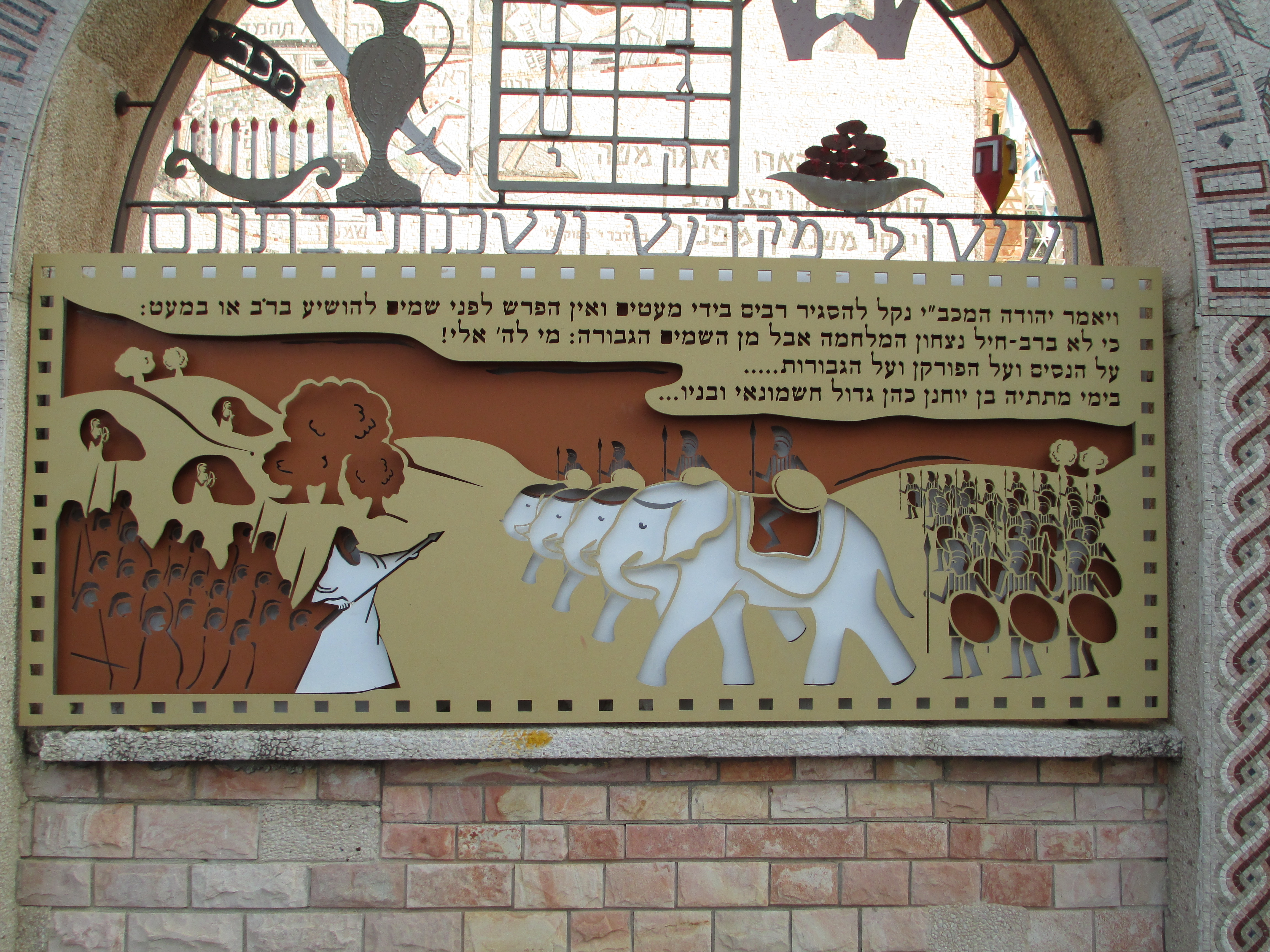
马加比反抗軍 vs 希臘塞琉古軍隊和戰象

马加比起义（希伯來語：מרד החשמונאים）是公元前167-160年由马加比家族领导的，反抗希臘塞琉古帝国统治和希腊文化渗透的一次犹太人大起义。

## 概述
根据馬加比一書记载，在安条克四世 发布法令禁止犹太宗教仪式后，莫迪因一个乡下祭司瑪他提亞拒绝敬拜希腊的神，引发了这次反抗塞琉古帝国的大起义。
瑪他提亞杀死了一个向希腊神献祭的希腊化犹太人。他和他的五个儿子随后逃往荒野。大约一年后的公元前166年，瑪他提亞去世，他的儿子猶大·馬加比领导一支起义军通过游击战战胜了塞琉古帝国。 
马加比起义军摧毁了各个村庄向异教神献祭的祭坛，对男性儿童实行割礼，并放逐了希腊化的犹太人。 用来形容犹太起义军的“马加比”这个词，取自希伯来文的“铁锤”一词。

## 战役
- 哈拉米亞乾谷戰役（英语：Battle of Ma'aleh Levona）（公元前167年）
- 霍倫堡戰役（英语：Battle of Beth Horon (166 BC)）（前166年）
- 伊茅斯戰役（英语：Battle of Emmaus）（前166年）
- 祖爾堡戰役（英语：Battle of Beth Zur）（前164年）
- 傑卡里亞堡戰役（英语：Battle of Beth Zechariah）（前162年）
- 阿達薩戰役（英语：Battle of Adasa）（前161年）
- 伊拉薩戰役（英语：Battle of Elasa）（前160年）

## 遗产
犹太节日光明节是为了庆祝马加比起义获胜后洁净圣殿，重新恢复圣殿祭祀。根据犹太教拉比传统，马加比起义军只找到一小罐因密封而保持洁净的橄榄油，虽然它只够圣殿里的犹太烛台燃烧一天，但却奇迹般地持续燃烧了八天，一直等到取得新压榨的油，然而这一神迹的真实性自中世纪以来就受到质疑。